# Санта-Марія-дель-Ораціоне-е-Морте
Санта-Марія-дель-Ораціоне-е-Морте — невелика церква, розташована між Тибром і Палаццо Фарнезе в центрі Рима.
Барокова церква «Молитви і смерті», присвячена Діві Марії, є церквою братства, яке займалося похованнями бідняків за християнським обрядом. Братство придбало ділянку землі в 1572 році, проте план будівництва нової церкви виник у 1722 р. і будівництво здійснено лише у 1733 р.

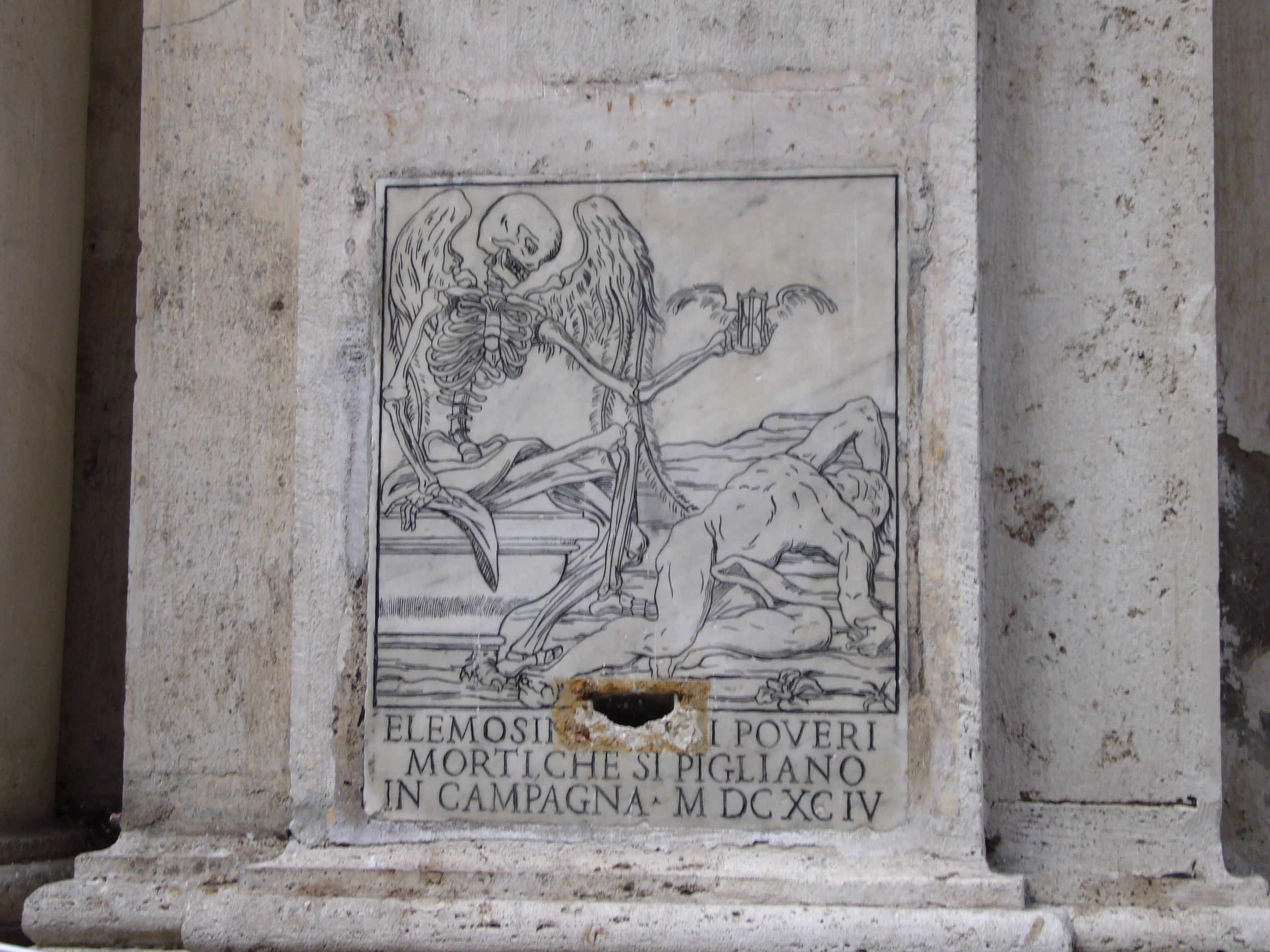

Смерть є основним мотивом зовнішнього декору та інтер'єру церкви: крилаті черепа скульптора Фердинандо Фуги, крипта прикрашена людськими кістками. Написи і знаки нагадують про заняття братства: дві невеликі таблички з усміхнене скелетами, які попереджають латинськими словами: «Hodie mihi cras tibi» — «Сьогодні — я, завтра — ти».